# Pseudostenophylax difficilior
Pseudostenophylax difficilior är en nattsländeart som beskrevs av Schmid 1991. Pseudostenophylax difficilior ingår i släktet Pseudostenophylax och familjen husmasknattsländor. Inga underarter finns listade i Catalogue of Life.